# S.O.S (漫画)
『S.O.S』（またはS.O.S SUPER OBSERVANT STALKER）は、細野不二彦による日本の漫画。『漫画アクション』（双葉社）にて連載された。単行本全2巻。
単行本第2巻の終わりには「S.O.S第一部完」とある。

## あらすじ
K川県警外曲署刑事第一課所属の女刑事坂東るい。念願かなって刑事になった彼女だが、ファントムと名乗るストーカーによって常日頃悩まされていた。しかしとある事件においてファントムはるいを助ける。
このストーカー果たして敵か味方か。

## 登場人物
坂東るい（ばんどう るい）
K川県警外曲署刑事第一課所属の女刑事（巡査部長）。27歳。かなりの大食漢でもある。
鯨岡
るいが通院している、鯨岡治療院のハンサムな院長。ファントムと名乗り、るいの日常をストーキングしつつ、時には犯人逮捕に結びつく有益な情報をるいに提供している。
権藤
るいの上司。
浜地
外曲署第四課（マル暴）所属。周りからは猟犬と呼ばれている。とある容疑者のフロッピーディスクを盗んだため、懲戒免職された。
金目田（きんめだ）
K川県警外曲署刑事第一課所属。風俗好き。
平目和子
るいの住む独身寮の寮長。ファントムのスパイの一人。

## 書籍情報
1. 2000年8月12日初版発行 ISBN 9784575825077
2. 2001年3月26日初版発行 ISBN 9784575825527